# 왕안향

왕안 향의 위치

왕안향(한국어: 망안향, 중국어: 望安鄉, 병음: Wàng'ān Xiāng)은 중화민국 펑후 현의 향이다. 넓이는 13.7824km2이고, 인구는 2015년 8월 기준으로 5,106명이다.

## 지리
왕안 향은 펑후 현의 남부, 펑후 섬의 남쪽에 위치한다. 왕안 섬(望安島), 장쥔아오 섬(將軍澳嶼), 둥지 섬(東吉嶼) 등의 6개의 유인도와 12개의 무인도로 구성된다.

## 교통
- 왕안 공항